# Nottinghamshire
Nottinghamshire (spr. -hamschir, kurz Notts) ist eine Grafschaft in den East Midlands von England mit knapp 1,1 Millionen Einwohnern. Sie ist nach der Stadt Nottingham benannt. Nottinghamshire grenzt an South Yorkshire, Lincolnshire, Leicestershire und Derbyshire.
Nottinghamshire hat die folgenden Distrikte: Ashfield, Bassetlaw, Broxtowe, Gedling, Mansfield, Newark and Sherwood, und Rushcliffe. Die Stadt Nottingham war bis 1998 ein Teil der Grafschaft, ist aber seitdem ein selbständiger Stadtkreis (Unitary Authority).

## Städte und Orte
- Arnold
- Beckingham, Beeston, Bilsthorpe, Bingham, Bircotes, Blyth, Bunny
- Calverton, Carlton, Clipstone, Collingham, Colston Bassett, Colwick, Cotgrave
- East Markham, East Leake, Eastwood, Edwinstowe, Epperstone
- Farndon
- Gotham, Gringley on the Hill
- Harworth, Hucknall
- Keyworth, Kimberley, Kirkby-in-Ashfield
- Laxton, Linby
- Mansfield, Mansfield Woodhouse, Market Warsop, Misterton
- Newark-on-Trent
- Ollerton, Oxton
- Radcliffe on Trent, Rainworth, Ravenshead, Retford, Ruddington
- Southwell, Stapleford, Staunton in the Vale, Sutton Bonington, Sutton in Ashfield
- Teversal, Tuxford
- Walkeringham, Wellow, West Bridgford, West Leake,  Winkburn, Worksop, Wysall

## Sehenswürdigkeiten
- Blankley's Yard
- Clumber Park
- Creswell Crags
- Mattersey Priory
- Newstead Abbey
- North Leverton Windmill
- Rufford Abbey
- Southwell Minster
- Sherwood Forest